# Corinne Hofman
Corinne Lisette Hofman (Wassenaar, 10 luglio 1959) è un'archeologa tedesca.

## Biografia
Hofman nasce a Wassenaar. Ha conseguito il dottorato di ricerca presso l'Università di Leiden nel 1993.
Nel 2013 Hofman ha vinto il Premio Merian della Royal Netherlands Academy of Arts and Sciences, questo premio Merian viene assegnato alle donne scienziate, che si sono basate alle teorie altrui.
Nel 2014 è stata una dei quattro vincitori del premio Spinoza e ha ricevuto una sovvenzione di 2,5 milioni di euro.
Dal 2015 Hofman è membra della Royal Dutch Academy of Arts and Sciences.